# Српска милиција (Хабзбуршка монархија)
Српска милиција (латински: Rascianica militia) је била војна формација Хабзбуршке монархије током Великог бечког рата, састављена од Срба. Формирана је 1686. године, а распуштена је убрзо након избијања устанка Ференца Ракоција 1704. године. 

## Историја
Као војни и националноослободилачки израз српског народа у Великом бечком рату створена је Српска милиција. Баденски је 4. октобра 1689. године, по Леополдовом упутству, издао проглас о устројству Српске милиције у једну регименту састављену од 10 чета са по 300 пешака (укупно 3000 људи) и две чете коњаника (хусара) са по 200 људи. За команданта је одређен Павле Несторовић Дејак. На чело сваке чете постављен је по један војвода или капетан. Милиција је по саставу била српска, јер у њу нису примани Угари. Право кажњавања препуштено је Дејаку. Баденски је пре одласка из Србије оставио свега 5600 пешака и 3200 коњаника, укључујући ту и редове Српске милиције и Пафлијеву регименту хајдука. Пиколомини је у Нишу оставио 5000 људи као посаду, а са двоструко мањим снагама је кренуо ка Прокупљу које је тада било велики град. Српско становништво на Косову дигло се на устанак и нанело дукађинском санџакбегу Махмуд-паши Беговићу осетан пораз код Пећи. Пиколомини је после Прокупља заузео Скопље чиме је освојена цела Србија и Македонија. Генерал је намеравао да се састане са патријархом Арсенијем, али је он већ побегао у Црну Гору у страху од турске освете. Патријарх се вратио у Пећ, а одатле продужио за Призрен где се састао са Пиколоминијем. Саветовање је прекинула смрт генерала услед које је пропао покушај ћесароваца да избију на Јадран. Хришћани су десетак дана раније поражени код Драгомана. 
Аустријска војска је после овог пораза прешла у дефанзиву. Разлог треба тражити у променама које су настале у турској војсци почетком новембра. Велики везир Реџеп-паша удаљен је са функције, а његово место заузео је Фазил Мустафа-паша из породице Ћуприлић који је успео да у року од неколико недеља преуреди војску, финансије и управу. Одржано је војно саветовање у Једрену на коме је одлучено да се освоји Скопље и нападне проклети хајдук Карпош који је око себе окупио велики број устаника. Бивши скопски мартолос Карпош добио је од Леополда кнежевски клобуг и царску диплому. Са својим устаницима освојио је неколико градова и вароши од којих је најзначајније Куманово. Освојио је и Качанички кланац где се окупило неколико хиљада устаника. Турци су заузели кланац пре него што су стигла појачања (јануар 1690). Карпош се упустио у борбу са знатно надмоћнијим противником. Одлучујућу улогу у бици одиграли су Кримски Татари. Карпош је успео да се извуче из Качаника. Холштајн, командант немачких трупа, повукао се у Ниш, а кримски кан је освојио Скопље. Карпош је ухваћен у Куманову и доведен у Скопље, где је набијен на колац. Убрзо Турци заузимају и Призрен, а спаљују Приштину. Први знак за бежанију дао је патријарх Арсеније који је на коњу побегао у Београд. Тамо је побегао и део Пиколоминијеве регименте и део Српске милиције. 
Након пада Београда 1690. године, аустријске власти настојале су да што већи број Срба привуку на борбу против Турака. На скупштини у Будиму (1691) српске старешине пристале су да ратују за Аустрију бирајући Ђорђа Бранковића за српског деспота, захтевајући да се он ослободи заточеништва и стави на чело српског народа. Међутим, Леополд је потврдио Јована Монастирлију за подвојводу. Он се истакао у бици код Сланкамена 1691. године у коме су Турци доживели велики пораз, а у коме је страдао и сам велики везир Ћуприлић. Сутрадан, 21. августа 1691. године, Леополд је објавио нову привилегију којом је потврдио и проширио прву привилегију. Проширење се односило на право Арсенија да наследи имања оних Срба који умру без тестамента и на потврду да сви Срби зависе у духовним и световним стварима од патријарха. По наређењу Дворског ратног савета, Српска милиција подељена је на компаније чије су операције 1691/2. године биле усмерене на онемогућавање пловидбе турским бродовима Дунавом до Београда. Српска милиција играла је значајну улогу све до завршетка рата. Расформирана је током Ракоцијевог устанка.